# Лазарев, Евгений Васильевич
Евгений Васильевич Лазарев (1938-2015) — российский писатель-прозаик, политик и журналист, литературный консультант. Секретарь Куйбышевской организации Союза писателей РСФСР.

## Биография
Родился в селе Булькуновка Куйбышевской области в крестьянской семье. Окончил Куйбышевский педагогический институт (1961) и Высшие литературные курсы (1969). Работал учителем в школе (1961-1962), корреспондентом газеты "Волжская коммуна" (1964-1967), литературным консультантом, ответственным секретарем Куйбышевской (сейчас Самарской) организации Союза писателей РСФСР (с 1978).

## Литературная деятельность
Творчество Е.Лазарева относится к жанру деревенской прозы. Основа произведений Лазарева — описание жизни людей того времени в деревне.
Первые рассказы и очерки были опубликованы в областных газетах в 1957 году. В 1962 году выходит первый сборник его рассказов «Я люблю Вас, Колька». Потом были книги «Шла весна» (1964), «Катькины слёзы» (1966), «Сеновал» (1968), «Синее небо после дождя» (1973), «Липа вековая» (1981) и другие. Евгений Лазарев  входил в число лучших писателей в Самарской области и за её пределами. Его рассказы сравнивались с  произведениями Распутина и Шукшина,  их неоднократно читали по радио.
Писатель Виктор Петрович Астафьев положительно отызвался о его творчестве:    

«Дорогой  Евгений Лазарев!  Какой светлый и беспредельно-добрый рассказ Вы написали (я имею в виду «Жениха и невесту»). Читал его на пути из Салехарда и радовался, и северная осень за окном вагона сделалась как будто теплей, и даль ясная проглянула.
Сейчас редко удается прочесть хороший рассказ – мало их пишут, не прокормишься ими, а жанр-то такой емкий и бесталанным людям неподвластный!
Желаю Вам всего доброго и хорошего, да все такой же уверенной и доброй прозы.
Будьте здоровы!
С приветом и уважением вологжанин нынешний В. Астафьев.
25 сентября 70 г.».  
В 1971 году по рассказу «Жених и невеста» на Рижской киностудии был снят художественный фильм «Поженились старик со старухой».

## Награды и звания
- Член Союза писателей СССР (1964);
- член правления Союза писателей России (с 1999);
- Депутат Куйбышевского облсовета.
- Всероссийская премия им. А.Н.Толстого (2001).
- Лауреат Губернской премии в области культуры и искусства (2003)[3].
- Лауреат литературной премии имени В.М. Шукшина[4].